# Drogue aux Pays-Bas

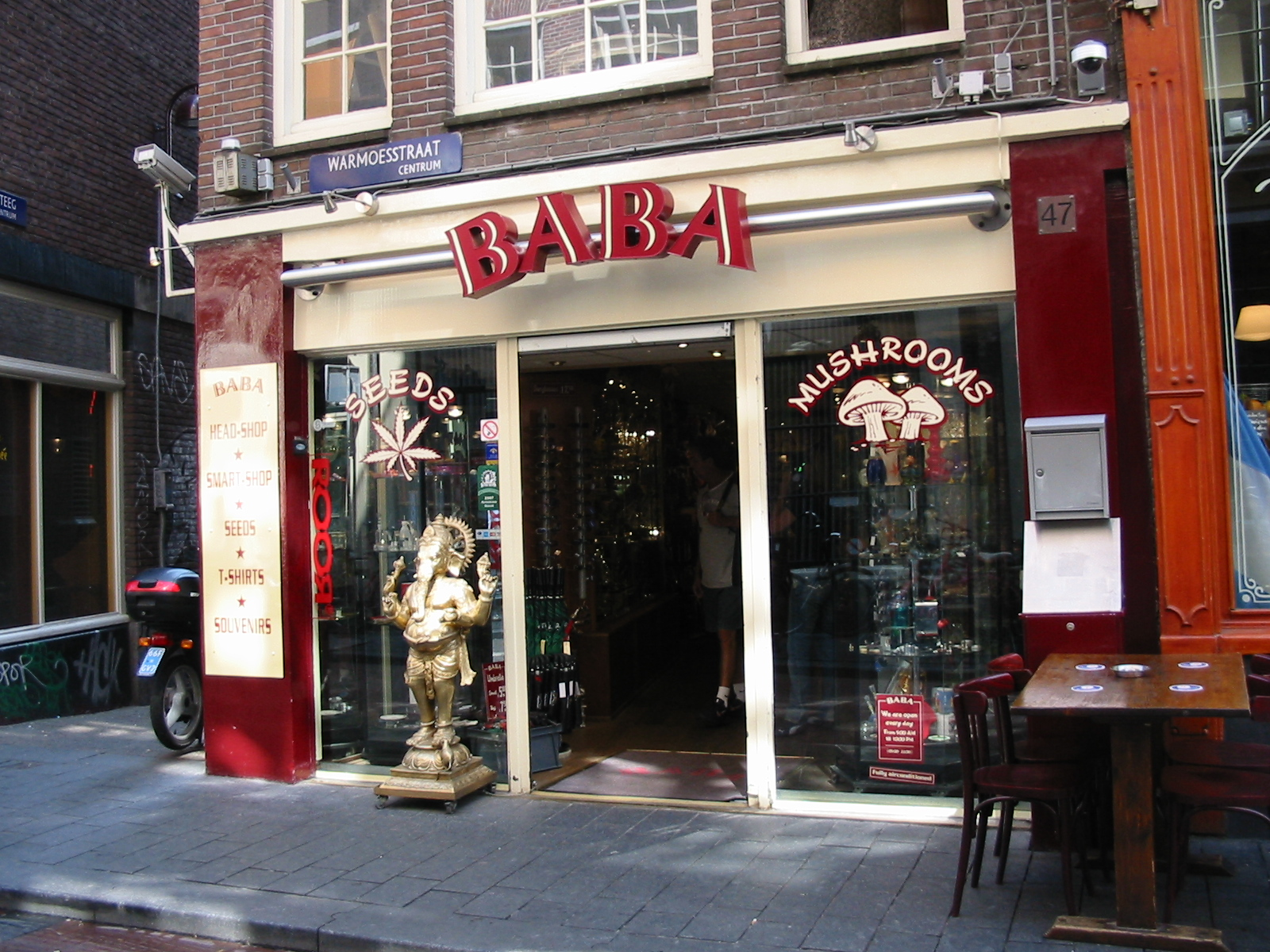
Boutique à Amsterdam

Le système de gestion des drogues aux Pays-Bas est différent de celui des autres pays européens. Malgré leur appartenance à l'Union européenne, les Pays-Bas ont le droit à une certaine marge de manœuvre dans ce domaine. Mises en place pour casser les réseaux clandestins et réinsérer les jeunes qui y entraient, ces lois ont abouti à la tolérance en 1976 de cafés proposant certaines substances, les coffee shops. En plus de l'apport important de devises pour les caisses de l'État via les taxes prélevées, selon diverses études, les Néerlandais consommeraient statistiquement moins de drogues que leurs voisins européens résidant dans des pays où cette pratique est illégale. De plus, la légalisation des drogues douces (seules autorisées dans le pays) est vue par l'opinion publique comme une avancée dans le domaine des libertés. Cette politique a par ailleurs permis l'émergence d'organes de prévention originaux comme le DIMS ou encore la chaîne Youtube Drugslab.

## Historique et lois sur la drogue

### AuXIXesiècle
L’expérience des Pays-Bas en matière de drogues au XIXe siècle est à peu près unique.
Au XIXe siècle, la drogue n’y était pas complètement absente mais la situation était différente de celle d’autres pays de l’Occident ou  des États-Unis. En effet, il n’y avait pas de problèmes de toxicomanie chez les soldats et peu d’inquiétude à cet égard.  La politique néerlandaise fut marquée par deux facteurs : le développement de la médecine moderne et les activités de la drogue dans les colonies néerlandaises. À la fin du XIXe siècle, la médecine se trouva menacée par l’usage non restreint de la drogue qui fut autrefois utilisée pour des guérisons assez primitives. Par conséquent, celle-ci fut monopolisée par toutes sortes d’activités médicales. 

### AuXXesiècle
C’est au début du XXe siècle que le pays est devenu le plus grand producteur de cocaïne et que le gouvernement a acquis le droit sur la vente d’opium à la  population. 
En 1909,  une conférence sur l’opium se tint à Shanghai, en Chine, où devaient être adoptées certaines mesures afin de restreindre la vente et la consommation d’opium, mais deux pays les ont refusés : les Pays-Bas et le Royaume-Uni. Malgré cela, les États-Unis ont donné lieu à une conférence à La Haye en 1911, menant à la convention sur l’opium. Quant aux Pays-Bas, la ratification, de cette convention, mit du temps à prendre effet et ce n’est qu’en 1919 que la loi fut promulguée. Celle-ci est actuellement à la base législative de la politique néerlandaise. 
Avant la Seconde Guerre mondiale, le monopole sur l’opium se trouva très lucratif dans les Indes néerlandaises et cela jusqu'à l’invasion du Japon en 1942. La loi sur l’opium n’était pas totalement respectée et la plupart des consommateurs de drogues n’en utilisaient pas pour des fins récréatives, contrairement aux États-Unis qui eux étaient répartis en trois groupes d’usagers auxquels correspond l’opium, la cocaïne et la marijuana. Les autorités néerlandaises visent particulièrement les Chinois connus pour être des fumeurs d’opium. 
Après la Seconde Guerre mondiale, l’usage de la marijuana devint plus répandu aux Pays-Bas. En 1953, une modification de la loi inscrit le cannabis dans la liste des substances illicites. Les appels à la police d’Amsterdam étaient tellement nombreux, que les policiers durent adopter une attitude plus laxiste quant à l’usage de drogue. À partir de ce moment, il y eut moins d’arrestations pour possession de marijuana. Ensuite, émergea un nouveau problème de drogue, dans les années 1970 : un marché de l’héroïne disputé et très violent. La commission Baan, un groupe de travail, fut créé par le gouvernement néerlandais qui modifia les lois sur l’opium en 1976 après un rapport publié en 1972.

## Utilisation de la drogue par la population
De nos jours[Quand ?], la drogue la plus répandue est le cannabis. Entre 1970 et 1991, plusieurs enquêtes[précision nécessaire] ont été menées auprès des ménages, qui ont permis de constater que le nombre de personnes ayant consommé du cannabis dans leur vie est en constante évolution.
Il est évident[réf. nécessaire] que depuis la dépénalisation légale de 1976, aucune diminution n’a pu être constatée. Néanmoins, les chiffres estimés ne sont pas tout à fait exacts car certaines personnes ont déclaré avoir fumé de la marijuana ou du hachich seulement une fois durant leur jeunesse alors qu'aujourd’hui ils ont la cinquantaine. Dans une large mesure, cette augmentation est l’effet d’une génération. 

## Les autres drogues illicites
D’après une étude[précision nécessaire], les drogues illicites sont beaucoup moins utilisées que le cannabis.